# Glossadelphus anisopterus
Glossadelphus anisopterus är en bladmossart som beskrevs av Brotherus 1925. Glossadelphus anisopterus ingår i släktet Glossadelphus och familjen Hypnaceae. Inga underarter finns listade i Catalogue of Life.